# Knapton (Norfolk)
 (avril 2018).
Si vous disposez d'ouvrages ou d'articles de référence ou si vous connaissez des sites web de qualité traitant du thème abordé ici, merci de compléter l'article en donnant les références utiles à sa vérifiabilité et en les liant à la section « Notes et références ».
Pour les articles homonymes, voir Knapton.
Knapton est un village et une paroisse civile située dans le comté anglais de Norfolk. Le village est à 14,3 km au sud-est de Cromer, 31,2 km de Norwich et de 216 km de Londres. Le village est situé le long de la B1145 une route qui s'étend entre King's Lynn et Mundesley. La gare la plus proche est à North Walsham (pour le Butor étoilé de la Ligne qui s'étend entre Sheringham, Cromer et Norwich). Cette église est un bâtiment historique classé "Grade I".

## Histoire
L'existence de Knapton est attestée pour la première fois dans le Domesday Book de 1086 où il est répertorié sous le nom de « Kanapatone ». L'occupant principal en était Guillaume de Warenne,,un aristocrate normand qui avait combattu à la Bataille d'Hastings, avant que la famille ne devienne de grands propriétaires fonciers en Angleterre.

## Église paroissiale Saint-Pierre et Saint-Paul
L'église actuelle remonte au XIVe siècle. La tour de l'édifice est située à l'angle Nord-Ouest de l'édifice, et le porche sur la façade Sud. Au sommet de l'église se trouve une girouette conçue par J. S. Cotman, un artiste célèbre en tant que membre de l'école de peinture de Norwich. À l'intérieur, on peut voir des fonts baptismaux bâtis en marbre de Purbeck, qui datent du XIIIe siècle et s'élèvent sur une hauteur de trois étages. Une inscription en grec gravée dans le marbre signifie « Lave les péchés et pas seulement le visage » (NIYON ANOMHMA MH MONAN OYIN). Cette inscription est un palindrome, qui peut se lire aussi bien à l'endroit qu'à l'envers. À l'arrière de l'église, derrière la police il y a quelques couvercles de cercueil provenant de l'église antérieure, sertis dans le dallage du sol. Le trait le plus caractéristique de cette église est le toit, offert à l'église par John Smithe en 1504. Il s'agit d'un double blochet, qui a conservé sa couleur d'origine du début du XVIe siècle. Les poutres et les écoinçons sont richement sculptés avec trois rangées d'anges aux ailes déployées.

### Galerie de photos

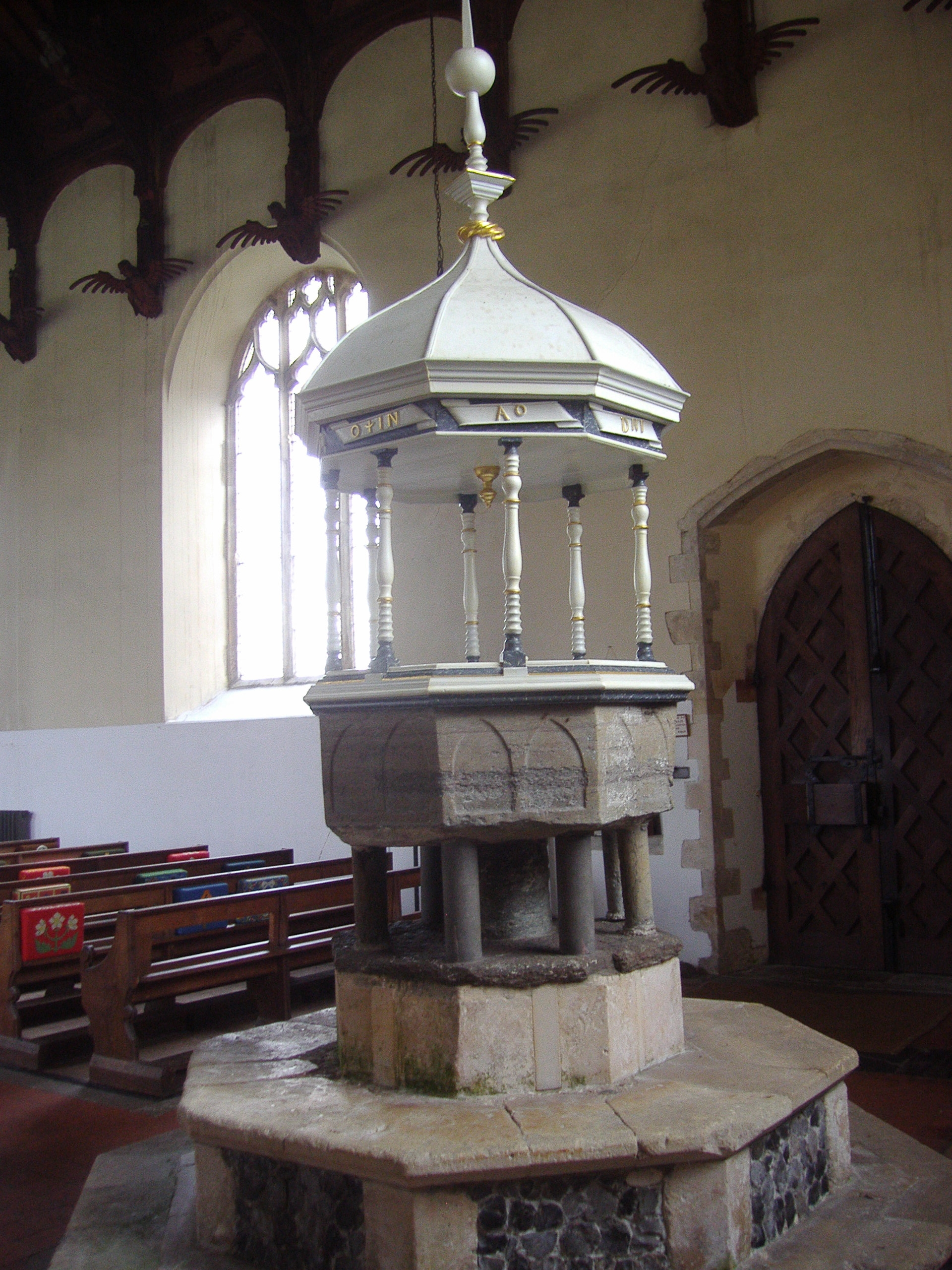
Fonts baptismaux
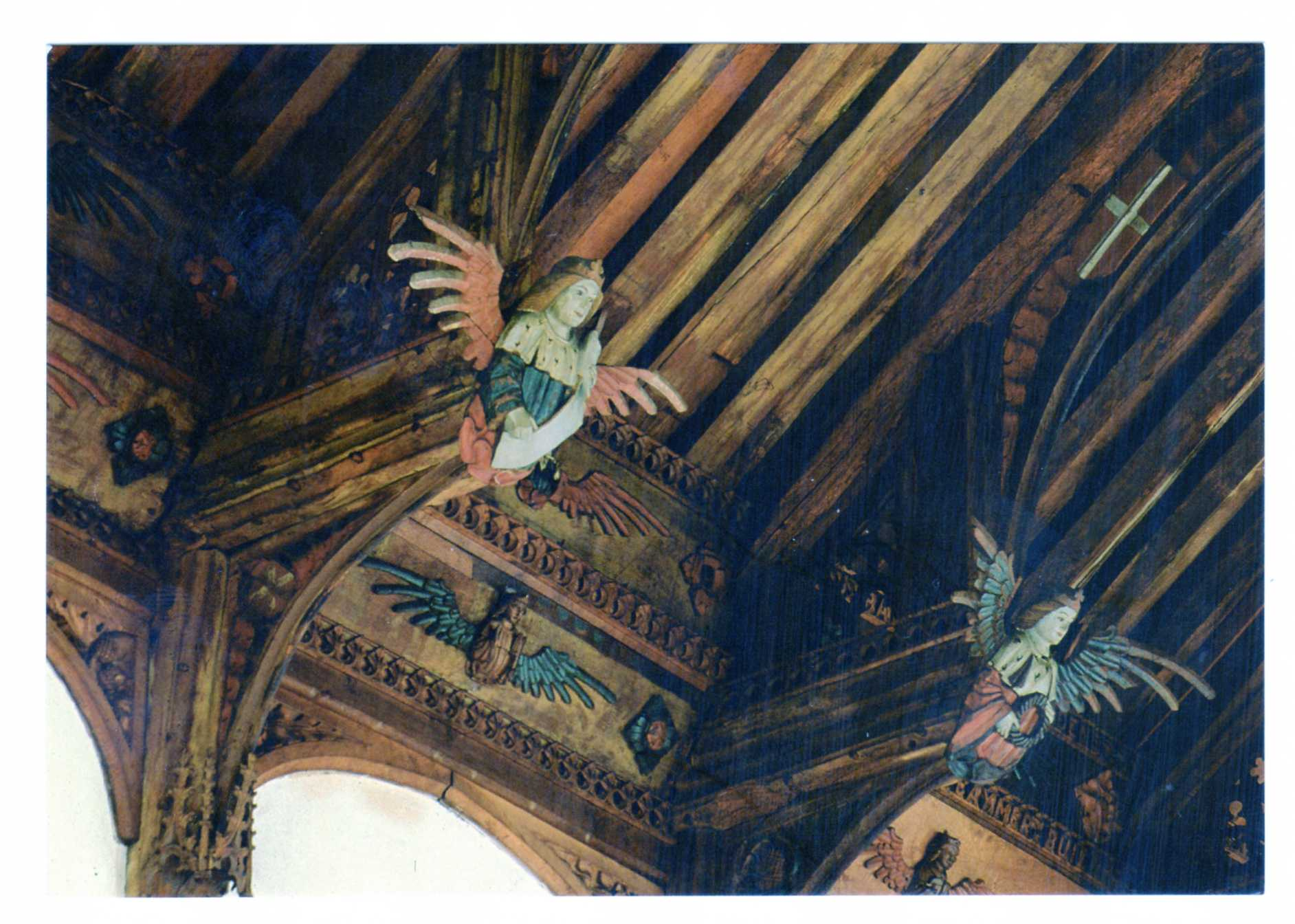
Anges sculptés
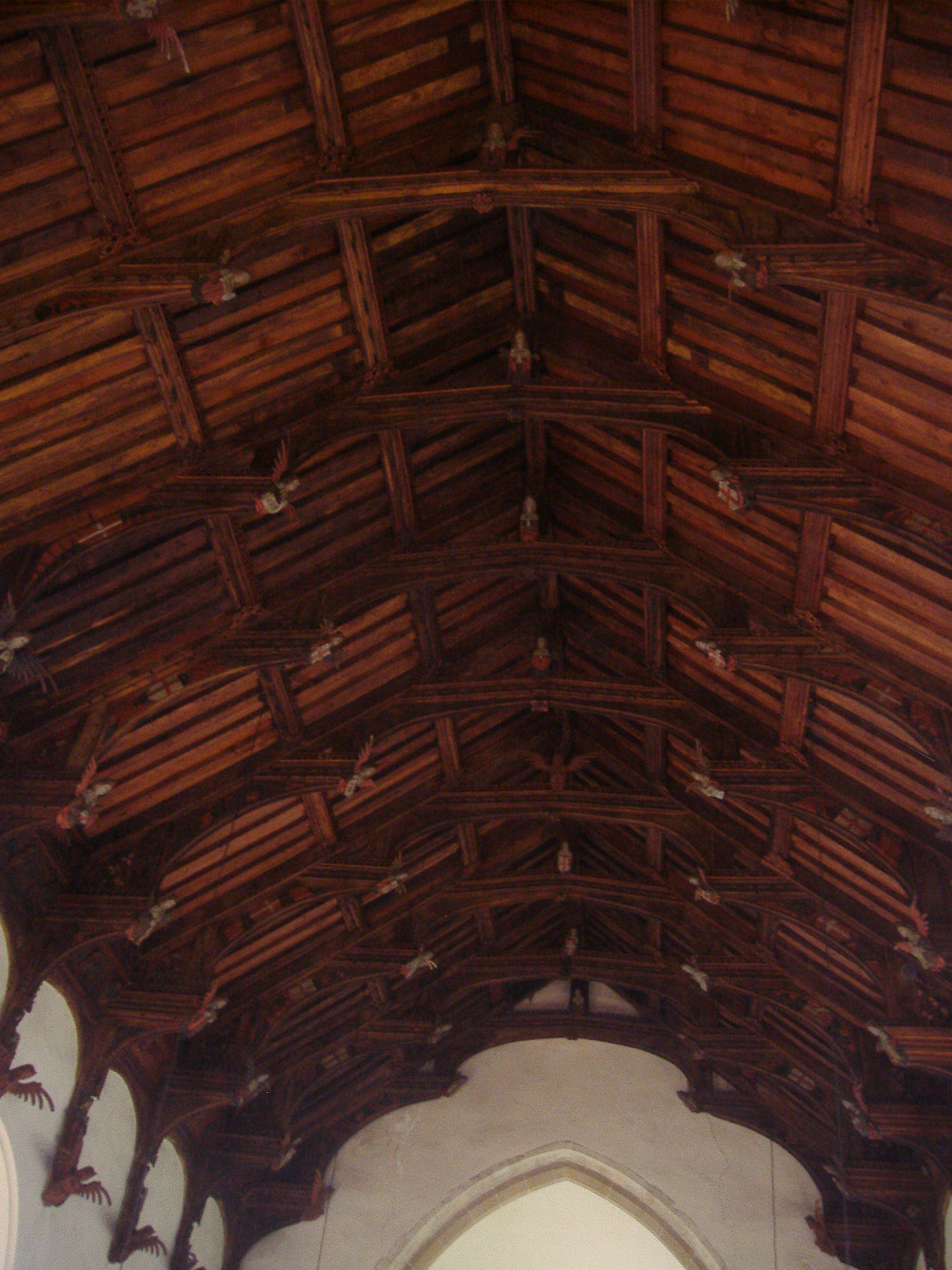
Le double toit Hammerbeam.

## Personnalités liées à la commune
- Walter Pardon, charpentier et chanteur folk traditionnel[8]